# Пастух Євгеній Олександрович
Євгеній Олександрович Пастух (нар. 19 березня 2004, Житомир, Україна) — український футболіст, нападник львівського «Руху».

## Клубна кар'єра

### Ранні роки
Народився в Житомирі. Футболом розпочав займатися в місцевому «Феніксі», де виступав до 8-річного віку. Потім перебрався до академії столичного «Динамо». У ДЮФЛУ з 2017 по 2020 рік виступав за «Динамо», «Карпати» та «Шахтар».

### «Рух» (Львів)
У липні 2021 року підписав контракт з «Рухом». Спочатку виступав за команду в юнацькому чемпіонаті України, а також у 2021—22 за команду «Рух-2» в Прем'єр-лізі та кубку Львівської області (зокрема, зіграв у першому матчі в історії команди 1 серпня 2021). У футболці львівського клубу дебютував 29 липня 2023 року в переможному (2:1) виїзному поєдинку 1-го туру Прем'єр-ліги України проти луганської «Зорі». Євгеній вийшов на поле на 82-й хвилині замість Остапа Притули.

## Кар'єра в збірній
14 листопада 2022 року отримав дебютний виклик до юнацької збірної України (U-19). За юнацьку збірну України дебютував 17 листопада 2022 року в переможному (1:0) домашньому поєдинку групи 3 кваліфікації юнацького чемпіонату Європи (U-19) проти однолітків з Косова. Пастух вийшов на поле на 86-й хвилині замість Ігора Горбача. Загалом у листопаді 2022 року провів 3 поєдинки за команду U-19.